# Gurgihalli, Belur
Gurgihalli là một làng thuộc tehsil Belur, huyện Hassan, bang Karnataka, Ấn Độ.